# 董堯封
董堯封（1528年—1592年），字淑化，號李村，河南河南府洛陽縣人，明朝政治人物。

## 生平
嘉靖二十五年（1546年）丙午科河南鄉試第六十三名舉人。嘉靖三十二年（1553年）中式癸丑科三甲第一百三十五名進士。大理寺观政，授直隶庐州府推官，三十六年八月考选，授山东道試御史，三十七年二月實授御史。四十二年巡按顺天，隆慶二年六月升太仆寺少卿，三年正月以考察调外任，改山西按察司副使，五年二月升本省右参政，七月升太仆寺少卿，六年九月升南京都察院右佥都御史、提督操江兼管巡江。
萬曆二年八月，因盗劫芜湖县库，操江都御史董尧封降一级调外任。十一年二月降任浙江右参议，闰二月升应天府府丞，七月升右佥都御史、巡抚甘肃等处。十三年五月升南京工部右侍郎，尧封以母老不拜，乞终养，许之。十九年三月起为南京户部右侍郎总督粮储，十月升户部右侍郎，轉左侍郎，未上任，二十年八月卒于家。三十五年二月贈户部尚書。

## 家族
曾祖董奉，義官；祖父董志道；父董智，母陳氏。兄董堯輔（生员）。
子董定策、董延策，孫董篤行皆為進士。